# مارک پرایس
مارک پرایس (انگلیسی: Mark Price؛ زاده ۱۵ فوریهٔ ۱۹۶۴) یک بازیکن بسکتبال اهل ایالات متحده آمریکا است.